# Le Reptile
Pour le film anglais de Stuart Burge, voir Faut que ça saute.
Pour plus de détails, voir Fiche technique et Distribution.
Le Reptile (titre original en anglais : There Was a Crooked Man…) est un western américain de Joseph L. Mankiewicz sorti en 1970.

## Synopsis
Paris Pitman Jr. vole 500 000 dollars à un riche propriétaire et les cache dans une fosse de serpents à sonnettes. Il est arrêté et emprisonné dans une forteresse en plein désert de l'Arizona. Là, il se lie d'amitié avec d'autres détenus et en devient le meneur. Le directeur de la prison essaye de s'en faire un allié pour améliorer le sort des prisonniers, mais Pitman a d'autres idées en tête…

## Fiche technique
- Titre original : There Was a Crooked Man…
- Réalisateur : Joseph L. Mankiewicz
- Scénario : David Newman, Robert Benton
- Producteur : Joseph L. Mankiewicz
- Producteur exécutif : C.O. Erickson
- Montage : Gene Milford
- Directeur de la photographie : Harry Stradling Jr.
- Musique : Charles Strouse
  - avec Lee Adams pour la chanson-titre (en V.O. anglophone) du générique d'ouverture, There was a crooked man, interprétée par Trini Lopez[1].
- Costumes : Anna Hill Johnstone
- Genre : Western
- Durée : 126 minutes
- Dates de sortie :
  -  France : 19 septembre 1970
  -  États-Unis : 25 décembre 1970
- Affiches : Bill Gold (États-Unis), Raymond Elseviers (Belgique), Jean Mascii (France)

## Distribution
- Kirk Douglas (VF : Roger Rudel) : Paris Pitman Jr.
- Henry Fonda (VF : René Arrieu) : Woodward Loperman
- Hume Cronyn (VF : Jacques Thébault) : Dudley Whinner
- Burgess Meredith (VF : Henri Labussière) : 'Missouri Kid'
- John Randolph (VF : Albert de Médina) : Cyrus (Darius en VF) McNutt
- Lee Grant (VF : Jacqueline Porel) : Mme Bullard
- Martin Gabel (VF : Pierre Marteville) : Francis Le Goff
- Michael Blodgett (VF : Jean-François Poron) : Coy Cavendish
- Warren Oates (VF : Georges Atlas) : Floyd Moon
- Arthur O'Connell : M. Lomax
- C. K. Yang : Ah-Ping
- Alan Hale Jr. (VF : Claude Bertrand) : Tabagie
- Victor French (VF : Jean Lagache) : Whiskey
- Bert Freed (VF : Raoul Curet) : Skinner
- Ann Doran : Mme Lomax
- Gene Evans (VF : Raoul Delfosse) : le colonel Wolff
- Claudia McNeil (VF : Paula Dehelly) : 'Madam'
- Byron Foulger : un membre du conseil municipal

## Autour du film
- C'est la deuxième collaboration entre Joseph L. Mankiewicz et Kirk Douglas. Ils s'étaient déjà rencontrés en 1949 pour Chaînes conjugales (A Letter to Three Wives).